# Larry ten Voorde

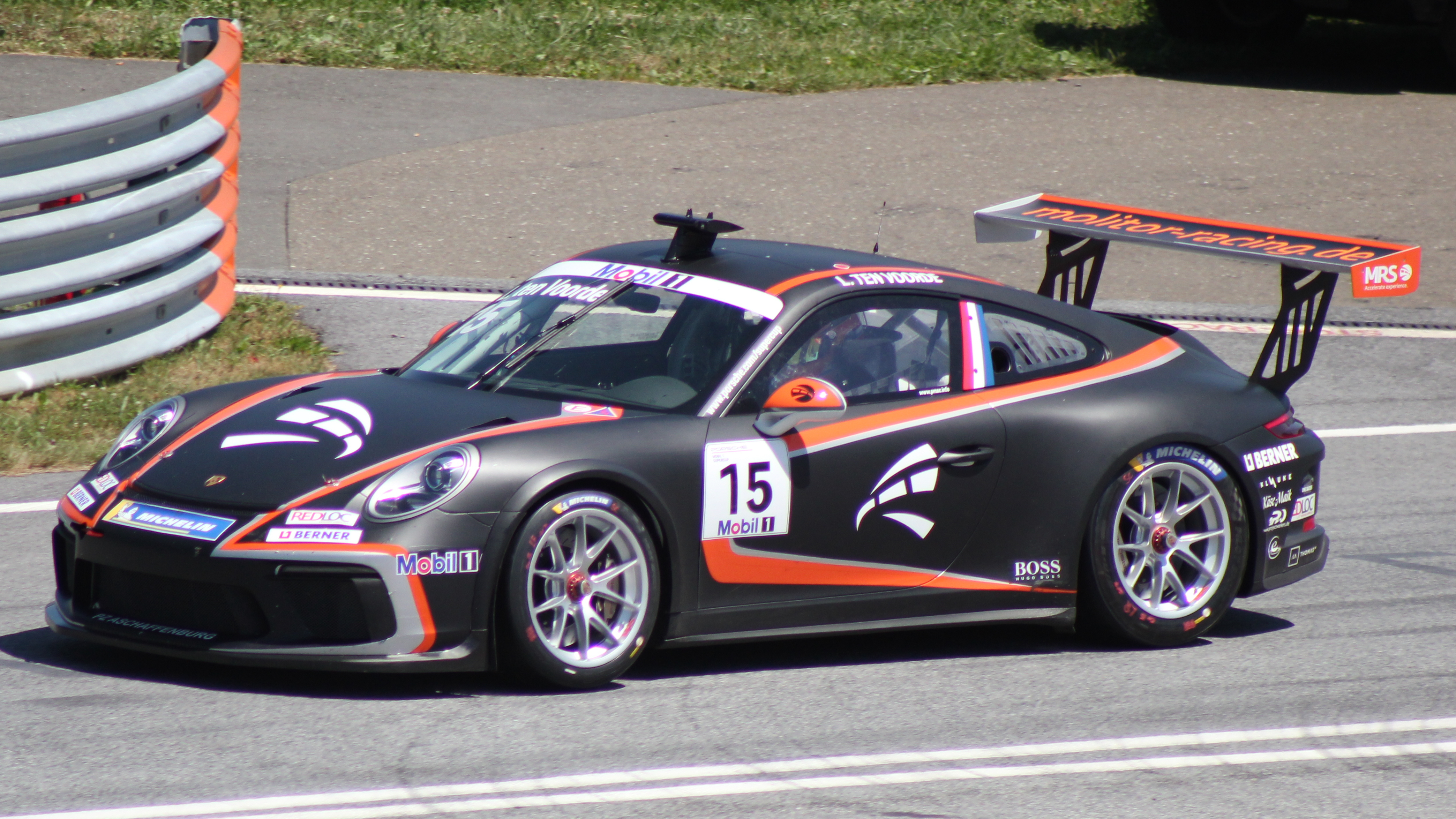
Larry ten Voorde 2019 beim Porsche Supercup auf dem Red Bull Ring

Larry ten Voorde (* 2. Oktober 1996 in Enschede) ist ein niederländischer Automobilrennfahrer.

## Karriere
Larry ten Voorde begann seine Motorsportkarriere im Kartsport. Von 2007 bis 2012 startete er in der Rotax Max Challenge Germany und wurde dort 2007 Vize-Meister und in den Jahren 2008 bis 2010 und 2012 gewann der die Meisterschaft.
2013 und 2014 ging er in der Formel Renault 1.6 NEC an den Start. Bereits im ersten Jahr erreichte er mit dem vierten Rang in der Gesamtwertung sein bestes Ergebnis in der Rennserie.
Danach wechselte er zu den Porsche-Markenpokalen und fuhr 2016 sein erstes Rennen im Porsche Supercup. Von 2018 bis aktuell 2021 startete er im Supercup und gewann 2020 und 2021 mit dem Team GP Elite die Fahrermeisterschaft.
Von 2017 bis zur aktuellen Saison 2023 ging er im Porsche Carrera Cup Deutschland an den Start. 2018 und 2019 wurde er Dritter in der Meisterschaft. 2020 gewann er die Meisterschaft mit dem Team Nebulus Racing by Huber. In der darauffolgenden Saison wiederholte er das Ergebnis und wurde abermals Meister im Carrera Cup. Die Saison 2022 beendete er mit dem Vize-Meistertitel.
Ten Voorde fuhr für das Team Project 1 vier Rennen mit einem Porsche 911 RSR in der Saison 2019/20 der FIA-Langstrecken-Weltmeisterschaft (WEC). In der LMGTE-Am-Wertung wurde er am Ende Dritter und 13. in der GT-Gesamtwertung.
Sein erstes Langstreckenrennen bestritt er beim 24-Stunden-Rennen von Le Mans 2020, das zur WEC-Saison 2019/20 zählte. Zusammen mit seinen Fahrerkollegen Matteo Cairoli und Egidio Perfetti erzielte er den 27. Gesamtplatz und den vierten Platz in der LMGTE-Am-Wertung. 2020 startete er für das Team Race-Pro Motorsport mit einem Porsche 911 GT3 Cup (Typ 991-II) in einem Rennen der 24H Series und beendete dies auf dem fünften Platz der 991-Klasse.
Er fuhr in der Saison 2020 in verschiedenen Simracing-Rennserien und gewann beim iRacing Bathurst 12 Hour die Porsche 911-Wertung. Beim Porsche Mobil 1 Supercup Virtual Edition gewann er den Vize-Meistertitel.

## Statistik

### Le-Mans-Ergebnisse
| Jahr | Team           | Fahrzeug        | Teamkollege        | Teamkollege     | Platzierung | Ausfallgrund |
| ---- | -------------- | --------------- | ------------------ | --------------- | ----------- | ------------ |
| 2020 | Team Project 1 | Porsche 911 RSR | Matteo Cairoli     | Egidio Perfetti | Rang 27     |              |
| 2024 | JMW Motorsport | Ferrari 296 GT3 | Giacomo Petrobelli | Salih Yoluç     | Ausfall     | Benzinpumpe  |

### Einzelergebnisse in der FIA-Langstrecken-Weltmeisterschaft
| Saison  | Team           | Rennwagen       | 1   | 2   | 3   | 4   | 5   | 6   | 7   | 8   |
| ------- | -------------- | --------------- | --- | --- | --- | --- | --- | --- | --- | --- |
| 2018/19 | Team Project 1 | Porsche 911 RSR | SPA | LEM | SIL | FUJ | SHA | SEB | SPA | LEM |
| 2018/19 | Team Project 1 | Porsche 911 RSR |     | 20  |     |     |     |     |     |     |
| 2019/20 | Team Project 1 | Porsche 911 RSR | SIL | FUJ | SHA | BAH | AUS | SPA | LEM | BAH |
| 2019/20 | Team Project 1 | Porsche 911 RSR |     |     |     | 18  |     |     | 27  | 13  |
| 2024    | JMW Motorsport | Ferrari 296 GT3 | KAT | IMO | SPA | LEM | SAO | AUS | FUJ | BAH |
| 2024    | JMW Motorsport | Ferrari 296 GT3 | DNF |     |     |     |     |     |     |     |